# عصفور الملك المداري
عصفور الملك المداري أو عصفور الملك السوداوي (الاسم العلمي: Tyrannus melancholicus) (بالإنجليزية: Tropical Kingbird)‏ هو نوع من الطيور يتبع جنس عصفور الملك من فصيلة عصافير الملك.